# Dracena (ort)
Dracena är en ort i Brasilien.   Den ligger i kommunen Dracena och delstaten São Paulo, i den södra delen av landet, 700 km sydväst om huvudstaden Brasília. Dracena ligger 426 meter över havet och antalet invånare är 43 263.
Terrängen runt Dracena är huvudsakligen platt. Dracena ligger uppe på en höjd. Dracena är det största samhället i trakten.
Trakten runt Dracena består i huvudsak av gräsmarker. Runt Dracena är det ganska glesbefolkat, med 27 invånare per kvadratkilometer.